# Dicranomyia pammelas
Dicranomyia pammelas är en tvåvingeart som beskrevs av Alexander 1925. Dicranomyia pammelas ingår i släktet Dicranomyia och familjen småharkrankar. Inga underarter finns listade i Catalogue of Life.